# クリスマスケーキ

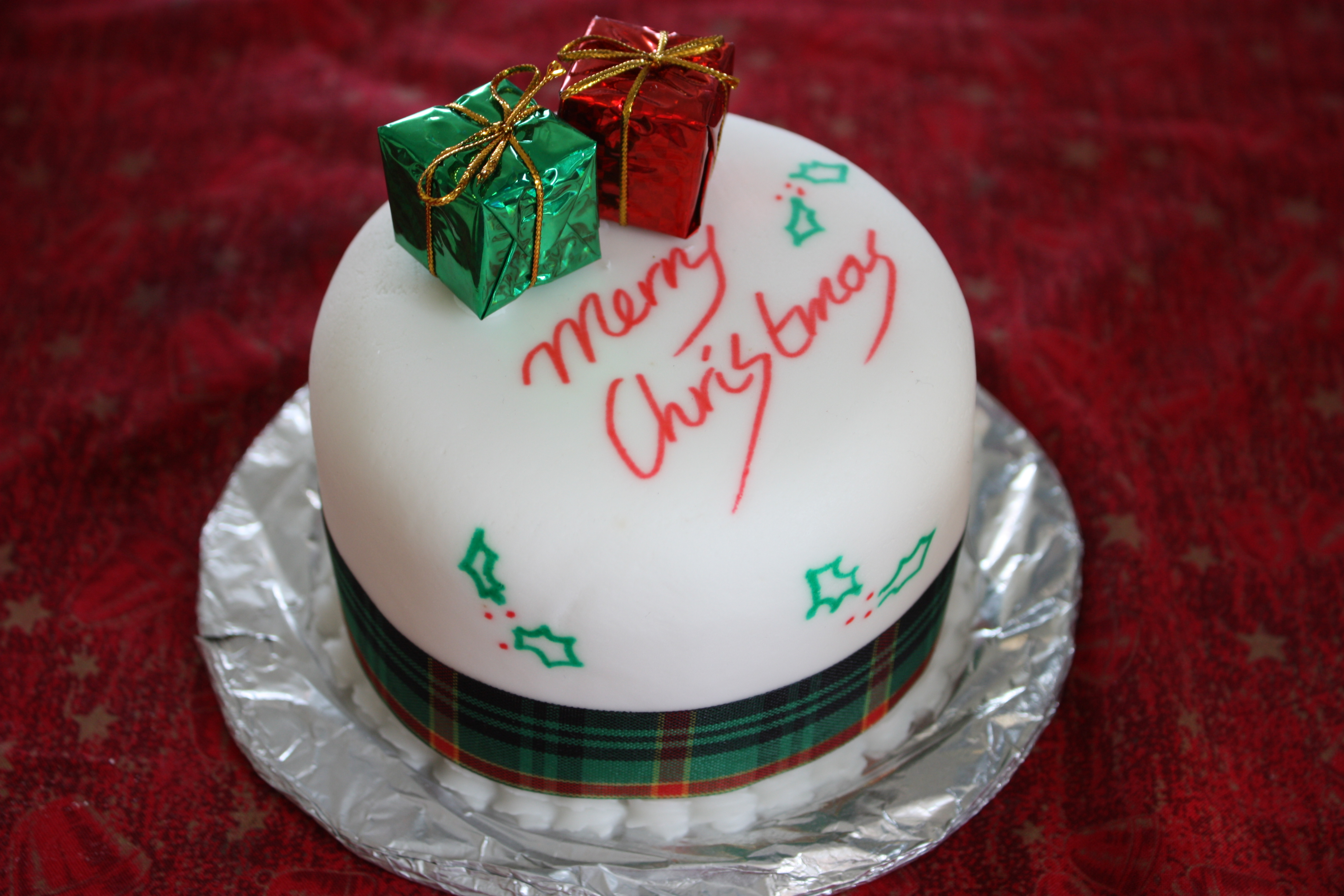
ボクシング・デーのクリスマスケーキ

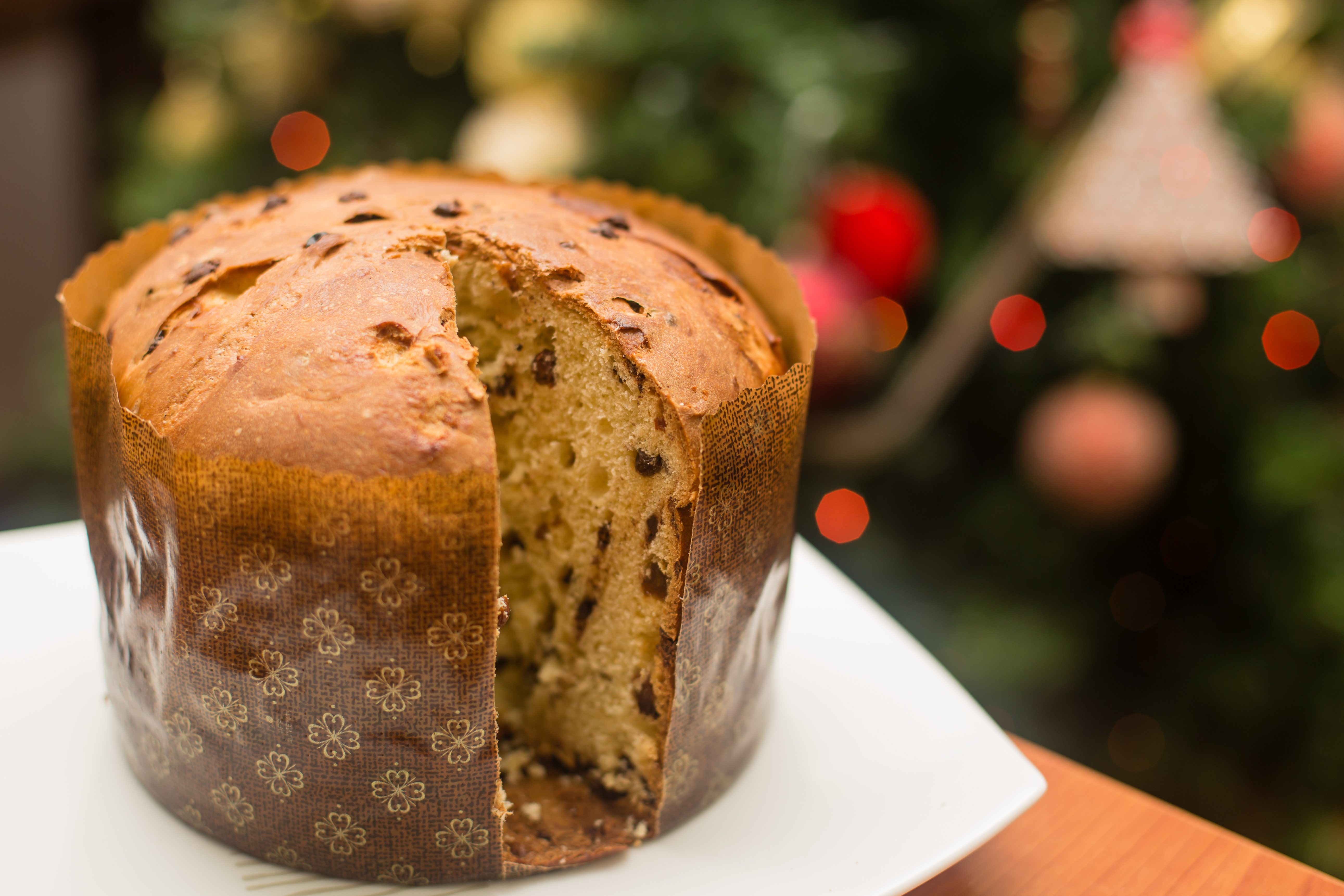
イタリアのパネットーネ

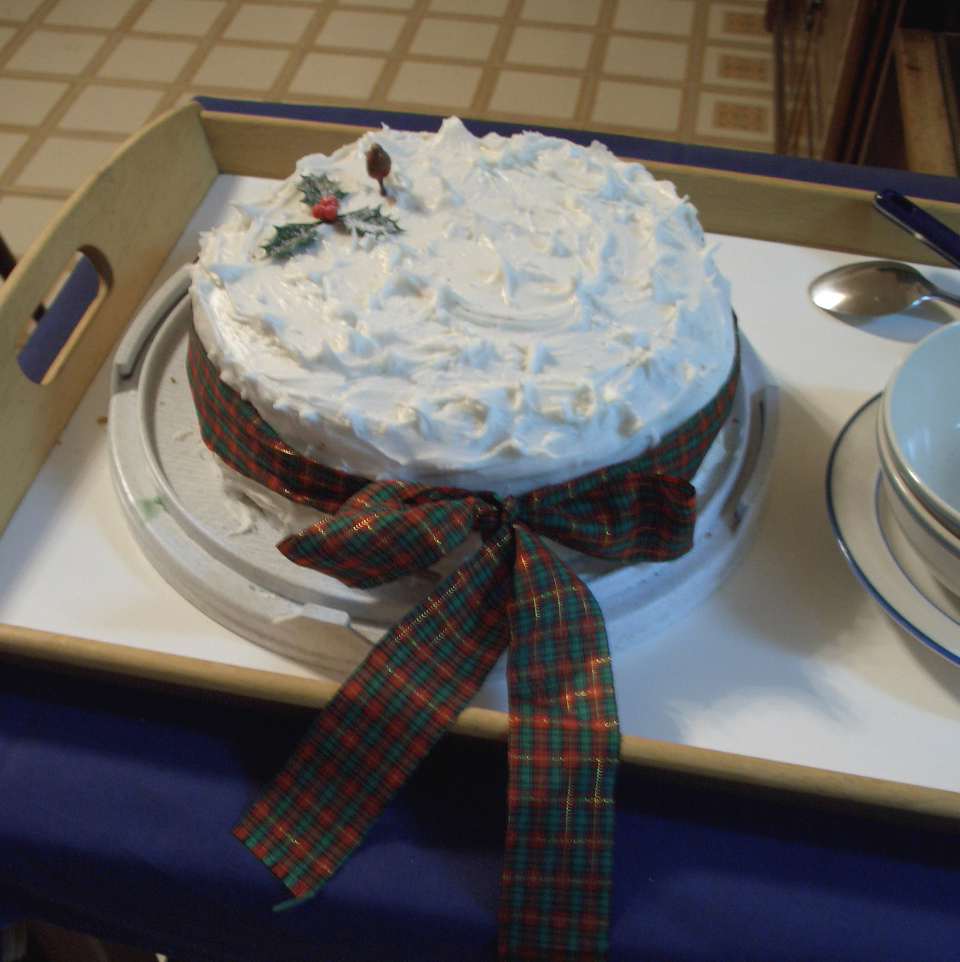
アイシングされたクリスマスケーキ

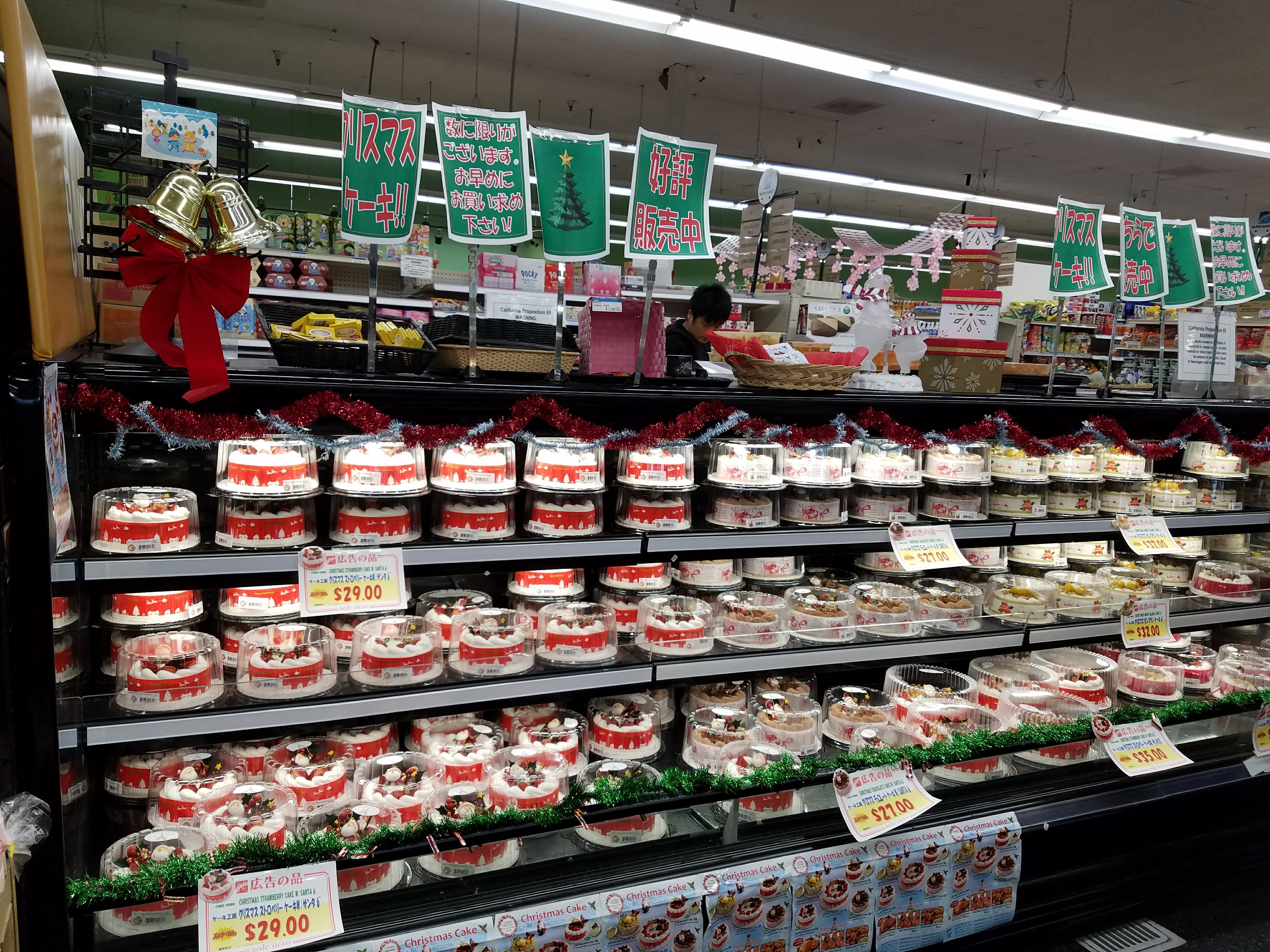
日本のクリスマスケーキ

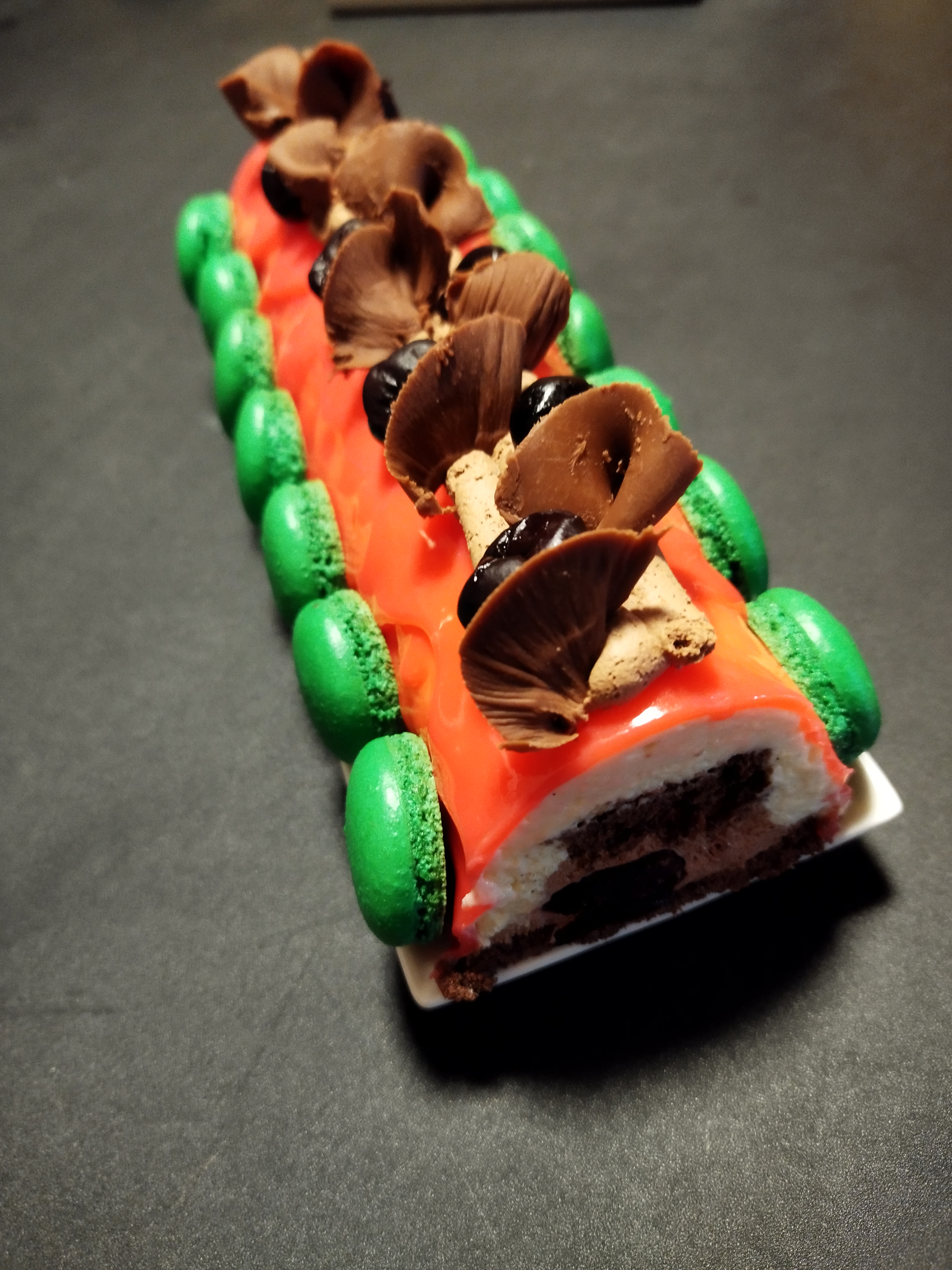
フランスのクリスマスケーキ（ブッシュドノエル）

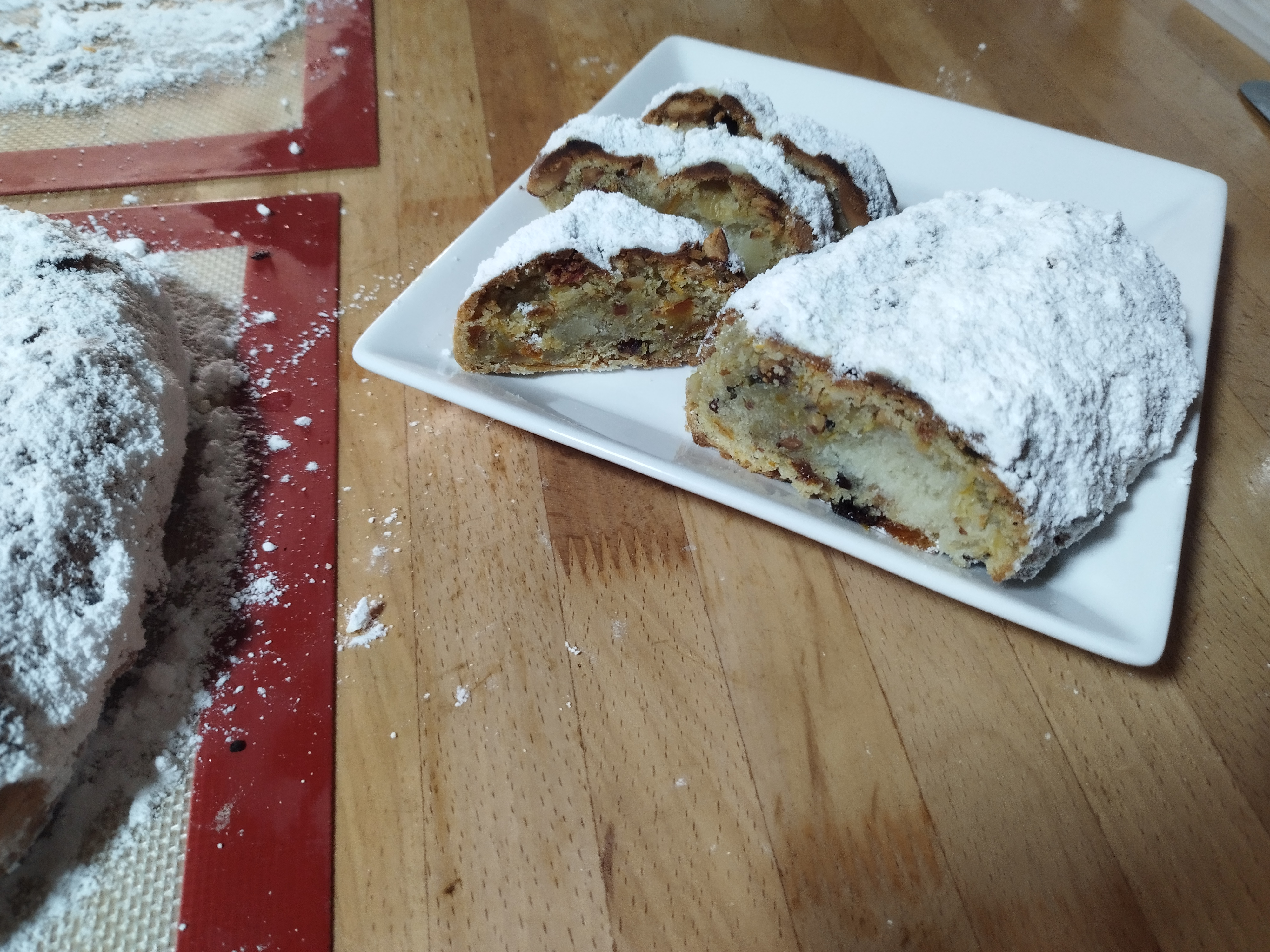
ドイツのクリスマスケーキ（シュトーレン）

クリスマスケーキ（英語: Christmas cake）は、クリスマスを祝って食べるケーキで、イギリス、アイルランド、並びにその他の英連邦諸国や日本、フィリピンなどの国々で広く親しまれている。

## イギリスのクリスマスケーキ
イギリスのクリスマスケーキは特に12月24日（クリスマス・イヴ）や12月26日（ボクシング・デー）のティータイムに供される習慣がある。
イギリスではクリスマスケーキのほかバースデーケーキやウェディングケーキなどもダークフルーツケーキを土台にしていることが多い。ダークフルーツケーキはドライフルーツをふんだんに入れた硬めの生地のケーキである。

## 日本のクリスマスケーキ
日本のクリスマスケーキの歴史は、菓子メーカー不二家創業の1910年（明治43年）まで遡る。現代の日本では、スポンジケーキにホイップクリームやバタークリームを塗り、砂糖細工（メレンゲドール）のサンタクロースやクリスマスツリー、イチゴやチョコレートを飾りつけたものが一般的である。これは、不二家が1922年（大正11年）頃から広めたものである。近年、日本の一部や韓国ではバースデーケーキのように、クリスマスケーキにろうそくを灯すものも見られ、サンタクロースを象ったろうそくも見うけるが、英連邦諸国でクリスマスケーキにろうそくの火を灯すことはない。また、日本では慣習的にクリスマス当日ではなく、イブの晩に食べられることも多い。

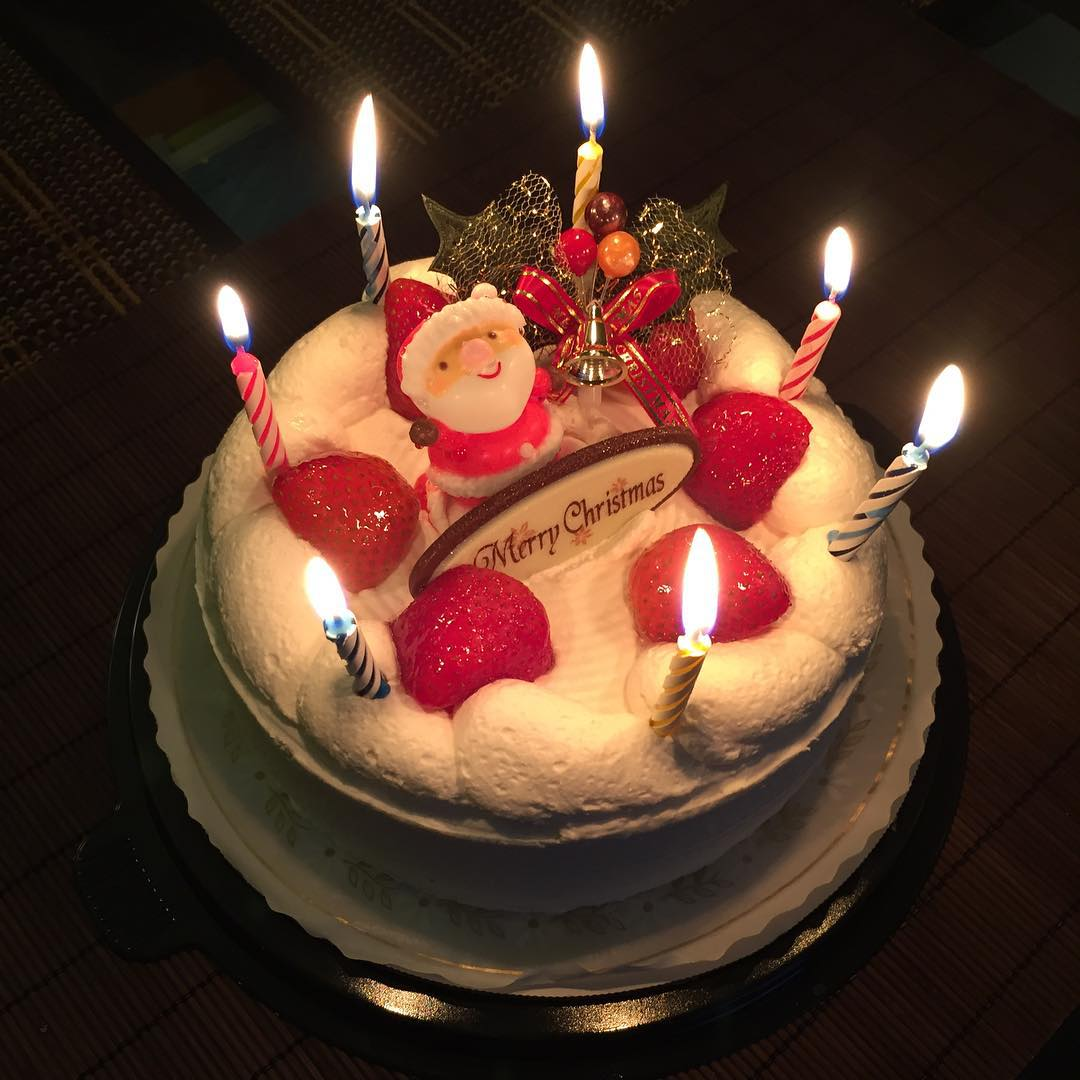
日本のクリスマスケーキ

### クリスマスに関連するパン類・デザート類
- フランス - ビュッシュ・ド・ノエル（ブッシュ・ド・ノエル）、パチチョイオ（プロヴァンス地方のみ）クロカンブッシュ
- イギリス - クリスマスプディング、ダンディーケーキ
- ドイツ - シュトレン、マルツィパーン、レープクーヘン、ヘクセンハウス
- イタリア - パネットーネ、パンドーロ
- フィリピン - プト・ブンボン（英語版）、ビコ
- オーストラリアおよびニュージーランド - パブロバ
- ロシア - プリャーニク
- イスラエル（およびユダヤ教徒世帯全般。クリスマスではなくハヌカーとして祝う） - スフガニア（英語版）

### クリスマス以外の祝日に関連するケーキ類
- ハロウィンケーキ（ハロウィンに食べるケーキ）